# Recucerirea Constantinopolului

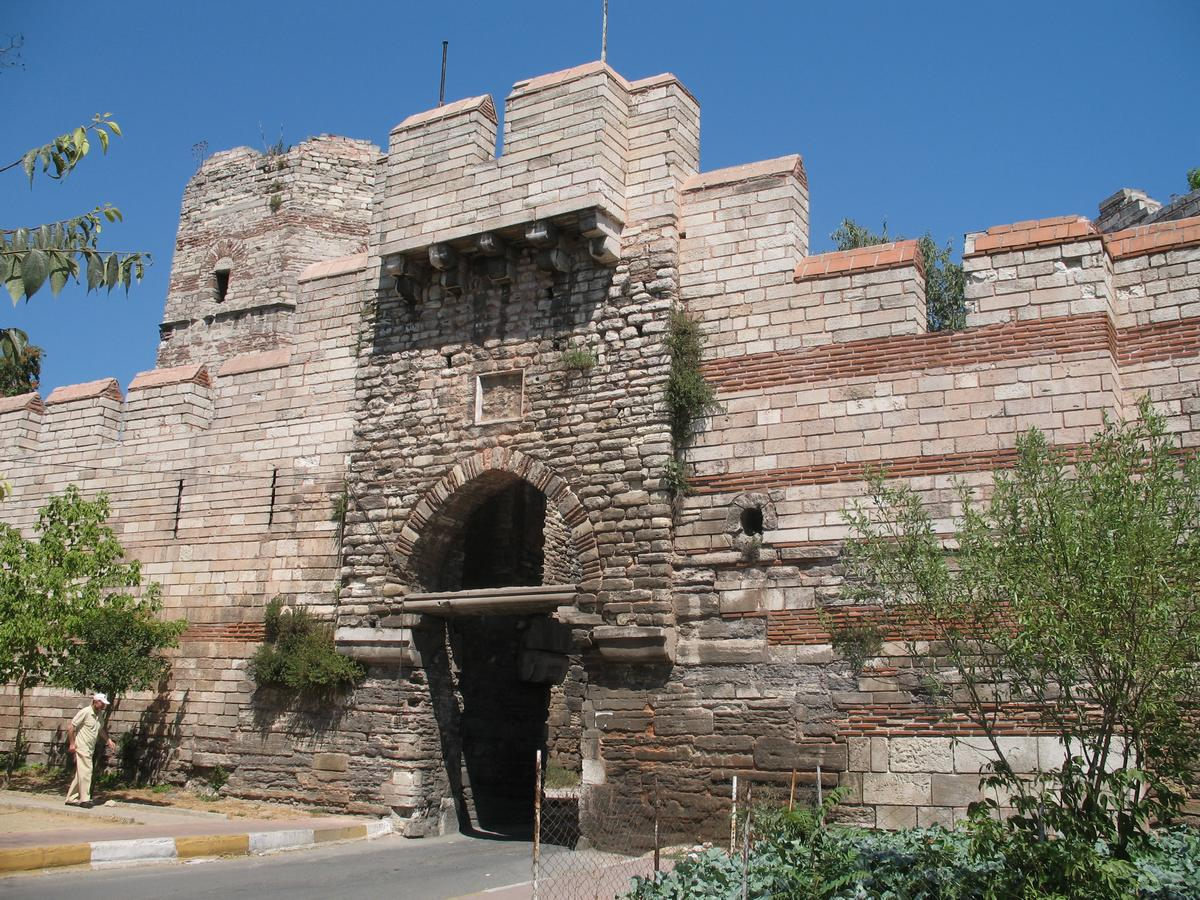
Poarta Izvorului (Pege) sau Poarta Selymbria, prin care Strategopoulos și oamenii săi au intrat în Constantinopol la 25 iulie 1261

Recucerirea Constantinopolului se referă la recucerirea din 1261 a orașului Constantinopol de către forțele Imperiului de la Nicea, care a avut ca rezultat restaurarea Imperiului Bizantin sub conducerea dinastiei Palaiologos (Paleolog) după o pauză de 57 de ani în care orașul a fost capitala Imperiul Latin creat de cruciada a patra în 1204.

## Context
În urma victoriei sale în Bătălia de la Pelagonia din 1259 împotriva unei coaliții latine, împăratul niceean, Mihail al VIII-lea Paleologul, a fost în stare să își propună recucerirea Constantinopolului și restaurarea Imperiului Bizantin: Imperiului Latin a fost lăsat în imposibilitatea de a mai primi orice fel de ajutor, din partea statelor latine din Grecia (Grecia francă) sau de la rivalul grec al niceenilor, Despotatul Epirului. În 1260, Mihail Paleologul a atacat Constantinopolul, deoarece unul dintre cavalerii latini luați prizonieri în Pelagonia și a cărui casă se afla în zidurile orașului, a promis să deschidă o poartă pentru trupele împăratului. Nu a reușit să facă acest lucru și Paleologul a lansat un atac fără succes asupra Galatei. Pentru a-și continua planurile, Mihail a încheiat o alianță cu Republica Genova în martie 1261. În iulie 1261, deoarece armistițiul încheiat pe un an după atacul niceean eșuat se apropia de sfârșit, generalul Alexios Strategopoulos a fost trimis cu o mică forță avansată de 800 de soldați (majoritatea cumani) pentru a veghea asupra bulgarilor și pentru a spiona apărarea latinilor.

## Cucerirea Constantinopolului
Când forța niceeană a ajuns în satul Selymbria, la aproximativ 48 km vest de Constantinopol, au aflat de la unii țărani locali independenți (thelematarioi) că întreaga garnizoană latină, precum și flota venețiană, au plecat pentru a efectua un raid împotriva insulei niceene Daphnousia (Insula Kefken). Strategopoulos a ezitat inițial să profite de situație, deoarece mica sa forță putea fi distrusă dacă armata latină se va întoarce prea curând și pentru că ar fi încălcat ordinele împăratului, dar în cele din urmă a decis că nu poate rata o astfel de oportunitate de aur de a cuceri orașul.
În noaptea de 24/25 iulie 1261, Strategopoulos și oamenii săi s-au apropiat de zidurile orașului și s-au ascuns la o mănăstire de lângă Poarta Izvorului. Strategopoulos a trimis un detașament cu o parte din oamenii săi, conduși de unii dintre thelematarioi, pentru a intra în oraș printr-un pasaj secret. Au atacat zidurile dinspre interior, au surprins paznicii și au deschis poarta, dând voie forței niceene să pătrundă în oraș. Latinii au fost luați complet prin surprindere și, după o scurtă luptă, niceenii au câștigat controlul asupra zidurilor terestre. Pe măsură ce vestea s-a răspândit în oraș, locuitorii latini, începând cu împăratul Balduin al II-lea, s-au repezit în grabă spre porturile din Cornul de Aur, în speranța că vor scăpa cu navele. În același timp, oamenii lui Strategopoulos au dat foc clădirilor și depozitelor venețiene de-a lungul coastei pentru a împiedica flota venețiană să acosteze acolo. Datorită sosirii la timp a flotei venețiene care se întorcea în oraș, mulți dintre latini au reușit să fugă în ținuturile încă deținute de latini în Grecia, dar orașul a fost pierdut definitiv.

## Urmări
Cucerirea Constantinopolului a dus la restaurarea Imperiului Bizantin, iar la 15 august, de ziua Adormirii Maicii Domnului, împăratul Mihail al VIII-lea a intrat în oraș în triumf și a fost încoronat la Hagia Sofia. Drepturile împăratului legitim, Ioan al IV-lea Lascaris, pentru care Paleologul a condus aparent ca regent și gardian, au fost ignorate, iar tânărul ar fi fost orbit și închis.